# Modello di Black-Scholes-Merton
Il modello di Black-Scholes-Merton, spesso semplicemente detto di Black-Scholes, è un modello dell'andamento nel tempo del prezzo di strumenti finanziari, in particolare delle opzioni. La formula di Black e Scholes è una formula matematica per il prezzo di non arbitraggio di un'opzione call o put di tipo europeo, che può essere derivata a partire dalle ipotesi del modello; lo stesso può dirsi per la formula di Black, per la valutazione di opzioni su futures.
L'equazione di Black e Scholes alla base della formula è stata originariamente derivata da Fischer Black e Myron Scholes, in un lavoro del 1973, sulla base di precedenti ricerche di Robert Merton e Paul Samuelson. L'intuizione fondamentale del modello di Black e Scholes è che un titolo derivato è implicitamente prezzato se il sottostante è scambiato sul mercato. La formula di Black e Scholes è largamente applicata nei mercati finanziari. Merton e Scholes hanno ricevuto nel 1997 il Premio della Banca nazionale di Svezia per le scienze economiche in memoria di Alfred Nobel (Premio Nobel per l'economia) per il loro lavoro (Black morì nel 1995).

## Ipotesi del modello
- Il prezzo del sottostante segue un moto browniano geometrico (si veda anche oltre);
- È consentita la vendita allo scoperto del sottostante, come dello strumento derivato;
- Non sono ammesse opportunità d'arbitraggio;
- Il sottostante e lo strumento derivato sono scambiati sul mercato in tempo continuo;
- Non sussistono costi di transazione, tassazione, né frizioni di altri tipo nel mercato;
- Vige la perfetta divisibilità di tutte le attività finanziarie (è possibile scambiare frazioni arbitrariamente piccole di ogni titolo sul mercato);
- Il tasso d'interesse privo di rischio {\displaystyle \ r} è costante e uguale per tutte le scadenze.

## Derivazione dell'equazione di Black-Scholes
Sono possibili diverse derivazioni dell'equazione di Black-Scholes. Nel loro lavoro originale del 1973, Black e Scholes costruiscono un portafoglio neutrale al rischio (approccio hedging, in cui cioè il rischio del portafoglio è reso nullo); approcci alternativi sono la derivazione sulla base di un portafoglio che replica il valore del titolo derivato, nonché una derivazione tramite l'approccio standard del fattore di sconto stocastico.
Una volta derivata l'equazione di Black-Scholes, la definizione di condizioni al contorno alternative consente di caratterizzare i diversi strumenti derivati. La soluzione dell'equazione è indipendente dalle condizioni al contorno e può essere ottenuta tramite il metodo della separazione delle variabili (utilizzato da Black e Scholes nel loro lavoro del 1973), oppure sfruttando la formula di Feynman-Kac, che consente di esprimere la soluzione come un valore atteso, aprendo così la via a soluzioni numeriche, ottenute tramite simulazione Monte Carlo.

### Portafoglio neutrale al rischio (hedging argument)
Si consideri uno strumento derivato il cui prezzo è denotato da {\displaystyle \ f(S_{t},t)}, dove {\displaystyle \ S_{t}} è il prezzo del sottostante; obiettivo dell'analisi è determinare le condizioni che devono essere soddisfatte da {\displaystyle \ f(\cdot )}, sotto l'ipotesi di assenza di opportunità d'arbitraggio. Si ipotizza che il sottostante segua un processo di moto browniano geometrico, descritto tramite l'equazione differenziale stocastica:
{\displaystyle \ dS=\mu Sdt+\sigma SdW_{t}}
dove {\displaystyle \ W_{t}} è un processo di Wiener, o moto browniano standard, e {\displaystyle \ \mu } (drift percentuale istantaneo) e {\displaystyle \ \sigma } (volatilità percentuale istantanea) sono costanti reali.
L'equazione costituisce propriamente il modello di Black-Scholes-Merton per il prezzo di un'attività finanziaria.
Si costruisce quindi un portafoglio fittizio:
{\displaystyle \ \pi =f-{\frac {\partial f}{\partial S}}S}
Si osservi che {\displaystyle \ \partial f/\partial S} altro non è che la Delta dello strumento derivato. Applicando il Lemma di Itō, si determina l'equazione differenziale stocastica che {\displaystyle \ \pi } deve soddisfare:
{\displaystyle \ d\pi =df-{\frac {\partial f}{\partial S}}dS=\left({\frac {\partial f}{\partial S}}\mu S+{\frac {\partial f}{\partial t}}+{\frac {1}{2}}\sigma ^{2}S^{2}{\frac {\partial ^{2}f}{\partial S^{2}}}\right)dt+{\frac {\partial f}{\partial S}}\sigma SdW_{t}-{\frac {\partial f}{\partial S}}\mu Sdt-{\frac {\partial f}{\partial S}}\sigma SdW_{t}=\left({\frac {\partial f}{\partial t}}+{\frac {1}{2}}\sigma ^{2}S^{2}{\frac {\partial ^{2}f}{\partial S^{2}}}\right)dt}
A questo punto, mancando il termine diffusivo {\displaystyle dW_{t}}, si deduce che il portafoglio è privo di rischio su un intervallo di tempo infinitesimo; sotto l'ipotesi di assenza di opportunità di arbitraggio, ciò equivale a imporre:
{\displaystyle \ d\pi =r\pi dt=r\left(f-{\frac {\partial f}{\partial S}}S\right)dt}
Eguagliando le due relazioni così ottenute, si ottiene l'equazione di Black-Scholes:
{\displaystyle \ rS{\frac {\partial f}{\partial S}}+{\frac {\partial f}{\partial t}}+{\frac {1}{2}}\sigma ^{2}S^{2}{\frac {\partial ^{2}f}{\partial S^{2}}}-rf=0}
Si tratta di un'equazione alle derivate parziali parabolica; la relazione sopra dovrà essere soddisfatta, in assenza di opportunità d'arbitraggio, dal prezzo di un qualsiasi strumento derivato.

### Portafoglio di replicazione
Questo approccio è dovuto a Merton (1973). Si consideri un portafoglio di valore {\displaystyle f(\cdot )} che contiene {\displaystyle a} unità del titolo rischioso, e {\displaystyle b} unità del titolo privo di rischio (il cui prezzo segue {\displaystyle dB_{t}=rBdt}, dove r è il tasso d'interesse privo di rischio). Si vuole imporre che il portafoglio in questione replichi esattamente il valore dello strumento derivato il cui prezzo si intende determinare. In ogni istante di tempo, il portafoglio di replicazione realizza un guadagno monetario pari a:
{\displaystyle \ dG(t)=a(t)dS(t)+b(t)dB(t)}
Si imponga che il portafoglio sia self-financing, ossia che, una volta stabilito l'esborso iniziale relativo al suo valore, non sia necessario introdurre ulteriori somme di denaro al fine di replicare il valore dello strumento derivato - in altri termini, ogni variazione del valore dello strumento derivato deve essere accompagnata da corrispondenti variazioni di {\displaystyle a(t)} e {\displaystyle b(t)} tali da assicurare la replicazione. La condizione di self-financiability è:
{\displaystyle \ df(t)-dG(t)=0}
Per il lemma di Itō, è noto che:
{\displaystyle df=\left({\frac {\partial f}{\partial S}}\mu S+{\frac {\partial f}{\partial t}}+{\frac {1}{2}}\sigma ^{2}S^{2}{\frac {\partial ^{2}f}{\partial S^{2}}}\right)dt+{\frac {\partial f}{\partial S}}\sigma SdW_{t}}
Onde ottenere {\displaystyle df-dG=0}, si uguagliano a zero in primo luogo i termini in {\displaystyle dW_{t}}:
{\displaystyle {\frac {\partial f}{\partial S_{t}}}\sigma S_{t}dW_{t}-a(t)\sigma S_{t}dW_{t}=0\quad \Rightarrow \quad a(t)={\frac {\partial f}{\partial S_{t}}}}
Poiché {\displaystyle f(t)=a(t)S(t)+b(t)B(t)}, si ha:
{\displaystyle b(t)={\frac {f(t)-{\frac {\partial f}{\partial S_{t}}}S(t)}{B(t)}}}
dove si è sostituita ad {\displaystyle a(t)} la sua espressione. Sostituendo {\displaystyle a(t)} e {\displaystyle b(t)} nella condizione {\displaystyle df(t)-dG(t)=0}, si ottiene:
{\displaystyle \ rS{\frac {\partial f}{\partial S}}+{\frac {\partial f}{\partial t}}+{\frac {1}{2}}\sigma ^{2}S^{2}{\frac {\partial ^{2}f}{\partial S^{2}}}-rf=0}
ossia, ancora una volta, l'equazione di Black-Scholes.

### Derivazione tramite il fattore di sconto stocastico in tempo continuo
Una derivazione alternativa può essere ottenuta tramite un fattore di sconto stocastico in tempo continuo. Si definisca un fattore di sconto stocastico in tempo continuo come un processo stocastico {\displaystyle \xi (t)}, che soddisfa l'equazione differenziale stocastica:
{\displaystyle \ d\xi (t)=-r(t)\xi (t)dt-\lambda (t)\xi (t)dW_{t}}
dove {\displaystyle r(t)} denota il tasso istantaneo privo di rischio, e {\displaystyle \lambda (t)} denota il premio per il rischio (con voce inglese, market price of risk):
{\displaystyle {\frac {\mu -r}{\sigma }}}
Si imponga dunque la condizione che il fattore di sconto stocastico così definito determini correttamente il prezzo di un titolo derivato {\displaystyle \ f(\cdot )}, ossia che:
{\displaystyle {\mbox{E}}\left[d\left(\xi f\right)\right]=0}
Tale condizione è nota come condizione di martingalità (poiché impone che il processo {\displaystyle \{\xi (t)f(t)\}} sia una martingala). È noto (e si può dimostrare immediatamente, facendo ricorso al lemma di Itō) che:
{\displaystyle d\left(\xi f\right)=\xi df+fd\xi }
Sostituendo a {\displaystyle df}, {\displaystyle d\xi } le loro espressioni ({\displaystyle df} si determina ancora una volta tramite il lemma di Itō), e osservando che il valore atteso dei termini in {\displaystyle dW_{t}} è nullo per le proprietà del moto browniano, si ottiene, dalla condizione di martingalità:
{\displaystyle \ rS{\frac {\partial f}{\partial S}}+{\frac {\partial f}{\partial t}}+{\frac {1}{2}}\sigma ^{2}S^{2}{\frac {\partial ^{2}f}{\partial S^{2}}}-rf=0}
ossia, ancora una volta, l'equazione di Black-Scholes.

## Controversie
Il modello col tempo è stato usato dai trader non solo come previsione ma presupposto prima di effettuare gli scambi, diventando performativo ovvero creando di fatto la realtà di mercato che il modello descriveva, paradigmatico il fallimento del fondo speculativo Long Term Capital Management.

### Contributi storici
- Black, F. e Scholes, M. (1973), The Pricing of Options and Corporate Liabilities, Journal of Political Economy 81 (3), 637-654;
- Merton, R. (1973), Theory of Rational Option Pricing, Bell Journal of Economics and Management Science 4 (1), 141-183.

### Manualistica
- Hull, J.C. (2000), Options, Futures and Other Derivatives, Prentice-Hall, ISBN 0-13-022444-8; il testo introduttivo alla teoria degli strumenti derivati di riferimento, di livello universitario pre-dottorato (in inglese);
- Hull, J.C. (2003), Opzioni, Futures e Altri Derivati, Il Sole 24Ore Libri, (edizione italiana del volume).
- Paul, W., Baschnagel, J., "Stochastic Processes from Physics to Finance", Springer.
- Emanuele Campeotto, I numeri della finanza, 2024.